# Каріна Віттгефт
Каріна Віттгефт (нім. Carina Witthöft) — німецька тенісистка.
Свою першу перемогу в турнірі WTA-туру Віттгефт здобула на Luxembourg Open 2017, перегравши в фіналі Моніку Пуїг. 

## Фінали турнірів WTA

### Одиночний розряд: 1 (1 титул)
| Результат | №  | Дата           | Турнір                      | Поверхня | Супротивниця | Рахунок  |
| --------- | -- | -------------- | --------------------------- | -------- | ------------ | -------- |
| Перемога  | 1. | 21 жовтня 2017 | Luxembourg Open, Люксембург | Хард     | Моніка Пуїг  | 6–3, 7–5 |

## Зовнішні посилання
- Досьє на сайті WTA [Архівовано 27 жовтня 2017 у Wayback Machine.]

## Виноски
1. ↑  Player Profile // WTA website

| Тенісист | Це незавершена стаття про тенісиста чи тенісистку. Ви можете допомогти проєкту, виправивши або дописавши її. |